# Anthony Floch
Pour les articles homonymes, voir Floc'h.

a Compétitions nationales et continentales officielles uniquement.

b Matchs officiels uniquement.
Dernière mise à jour le 7 avril 2017.
Anthony Floch, né le 12 février 1983 à Clermont-Ferrand (Puy-de-Dôme), est un joueur international français de rugby à XV évoluant au poste d'arrière.
Avec l'ASM Clermont Auvergne, il remporte le Challenge européen en 2007 puis devient champion de France en 2010.

## Carrière

### En club

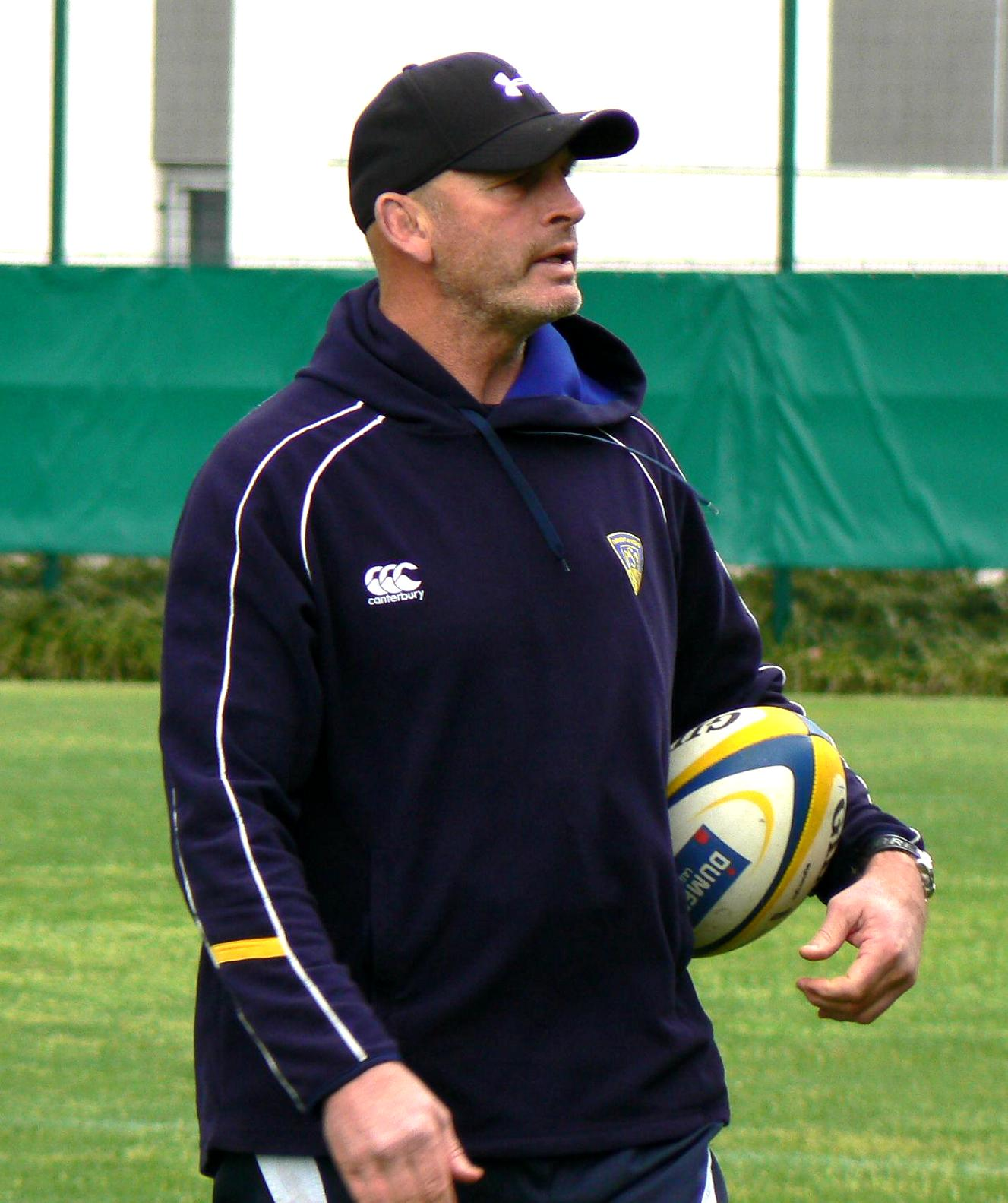
Vern Cotter est le manager d'Anthony Floch de 2006 à 2013.

Formé à Blanzat-Châteaugay, Anthony Floch intègre ensuite le centre de formation de l'ASM Clermont Auvergne à partir de 2002 puis fait ses débuts en 2003 et joue jusqu'en 2013 avec le club clermontois. Sa carrière en Auvergne est ponctuée de deux titres (un national, et un continental) et 3 autres finales de championnat de France. 
En 2013, il signe un contrat avec le Montpellier HR pour porter les couleurs de Cistes jusqu'en 2016. Il a été choisi pour la saison 2017-2018 pour entraîner les arrières des espoirs du MHR. Et depuis il s’occupe du centre de formation du MHR. Il commente également certains matchs pour des radios locales.

### En équipe nationale

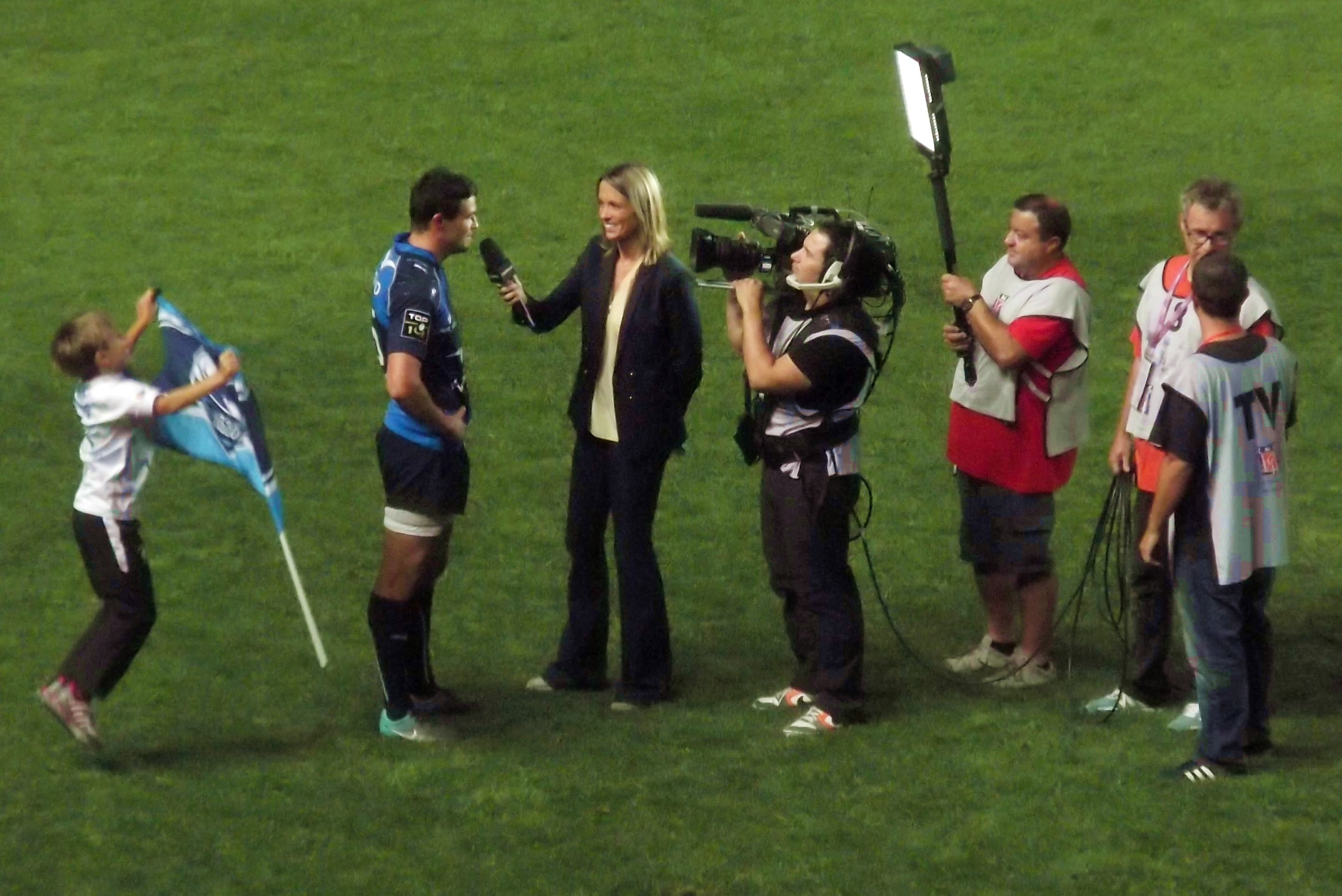
Isabelle Ithurburu interviewant Anthony Floch (20 septembre 2013).

Bernard Laporte appelle Anthony Floch pour la première fois dans le groupe France afin de préparer le tournoi des six nations 2007.
Toutefois, il ne rentre pas en jeu et doit attendre l'édition suivante du Tournoi des Six Nations (tournoi 2008) pour honorer sa première sélection. Il rentre ainsi à la 66e minute du match France-Angleterre au Stade de France (défaite française 13-24). 
Titulaire lors du match suivant, France-Italie au Stade de France (victoire 25-13), il inscrit son premier essai sous le maillot du quinze de France, sur une passe volleyée de son compère de Clermont, Julien Malzieu, après une passe au pied du demi d'ouverture François Trinh-Duc. 
Il enchaîne une nouvelle titularisation face au Pays de Galles lors de la défaite du XV de France 29-12, au Millenium Stadium pour la dernière journée du Tournoi 2008. En concurrence avec Jérôme Porical, Maxime Médard et Clément Poitrenaud pour le poste d'arrière, Anthony Floch ne reporte plus le maillot bleu.

### Avec les Barbarians
En mars 2007, il est sélectionné avec les Barbarians français pour jouer un match contre l'Argentine à Biarritz. Les Baa-Baas s'inclinent 28 à 14.

## Palmarès

### En club
Avec l'ASM Clermont Auvergne
- Championnat de France :
  - Champion (1) : 2010

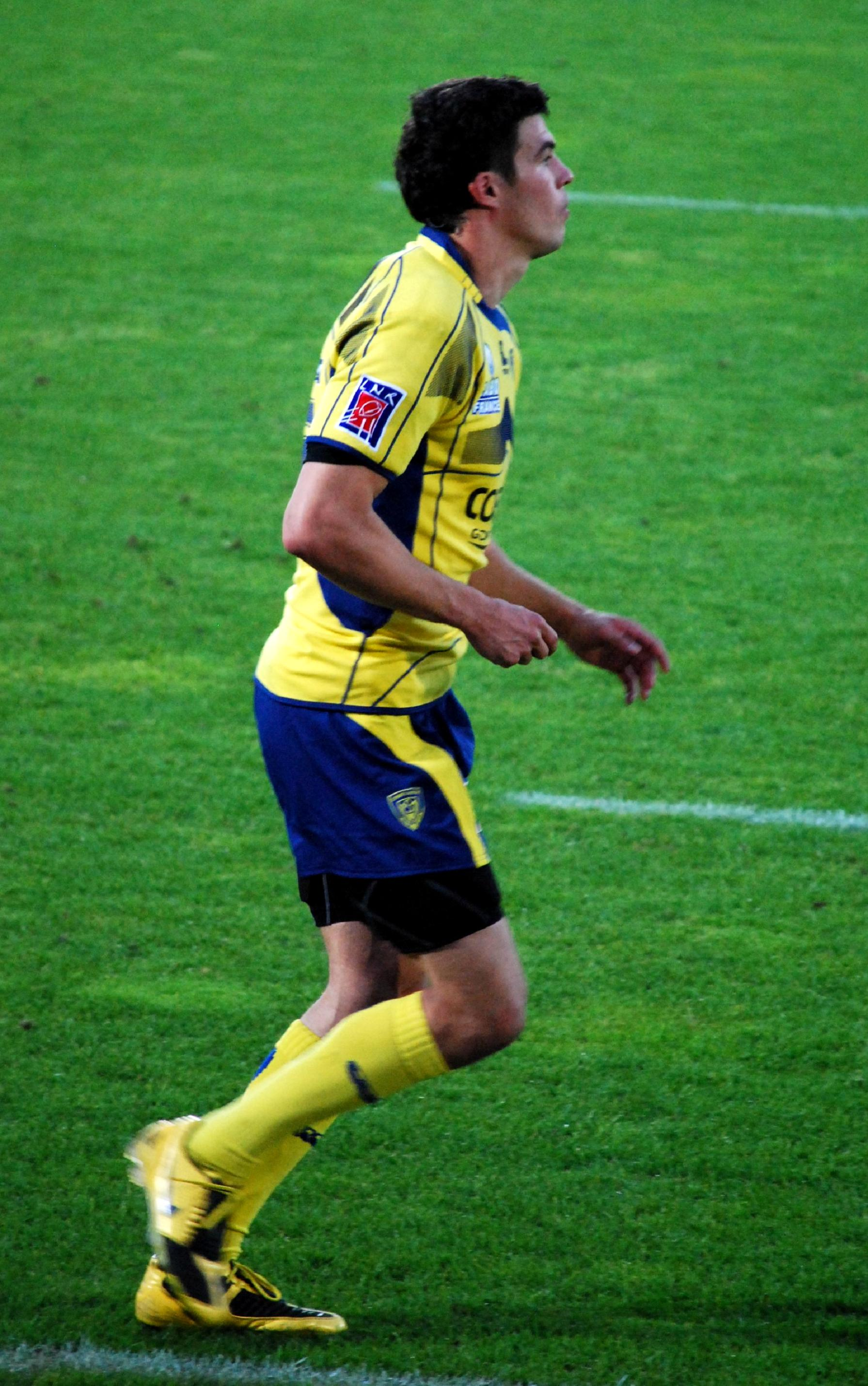
Anthony Floch avec l'ASM Clermont Auvergne lors de la demi-finale du championnat de France 2008-2009

  - Finaliste (3) : 2007, 2008 et 2009
- Challenge européen : 
  - Vainqueur (1) : 2007
- Coupe Frantz Reichel : 
  - Vainqueur (1) : 2004

### En équipe nationale
- Trois sélections en équipe de France depuis 2008
- Un essai (5 points)
- Sélections par année : 3 en 2008
- Tournois des Six Nations disputés : 2008
- Équipe de France A : 1 sélection en 2006 (Italie A)
- Équipe de France -21 ans : participation au championnat du monde 2004 en Écosse